# Türkiyemspor Berlin
Türkiyemspor Berlin – klub sportowy imigrantów tureckich zamieszkałych w Berlinie. Klub rozpoczął swoją działalność w roku 1978, jako Kreuzberg Gençler Birliği (Kreuzberska Młoda Unia), biorąc swoją nazwę od dzielnicy Berlina, Kreuzberga.